# 阿斯坎
阿斯坎（法語：Ascain，法語發音：[askɛ̃]）是法国大西洋比利牛斯省的一个市镇，属于巴约讷区。

## 地理
阿斯坎（43°20'40"N, 1°37'14"W）面积19.27 平方千米，位于法国新阿基坦大区大西洋比利牛斯省，该省份为法国东南部省份，涵盖了贝阿恩与北巴斯克，西临大西洋比斯開灣，北至朗德省，东北接热尔省，东临上比利牛斯省，南与西班牙接壤。
与阿斯坎接壤的市镇（或旧市镇、城区）包括：锡布尔、圣让德吕兹、尼韦勒河畔圣佩、萨尔、于吕涅、比达索阿河畔贝拉。

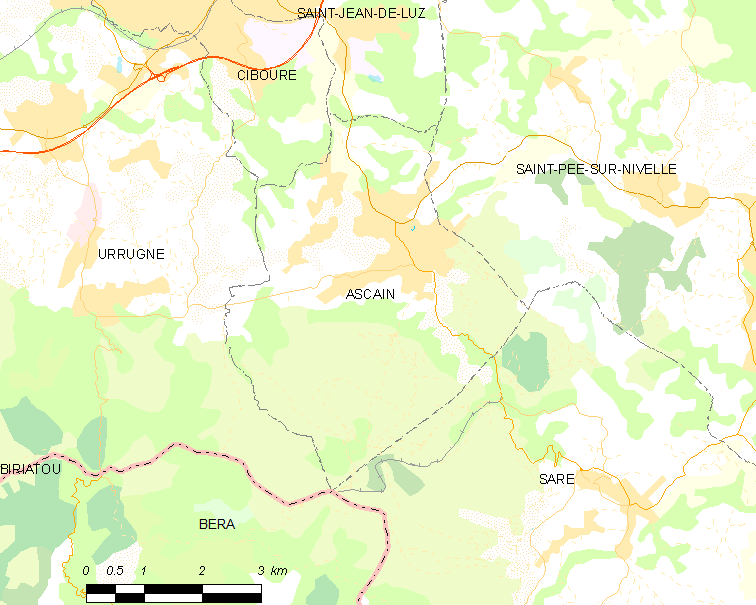
阿斯坎的OSM定位图

阿斯坎的时区为UTC+01:00、UTC+02:00（夏令时）。

## 行政
阿斯坎的邮政编码为64310，INSEE市镇编码为64065。

## 政治
阿斯坎所属的省级选区为于斯塔里茨-尼夫河与尼韦勒河谷县。

## 人口

1962-2008年间阿斯坎人口变化图示

阿斯坎于2022年1月1日时的人口数量为4561人。